# Cathayia obliquella
Cathayia obliquella är en fjärilsart som beskrevs av George Francis Hampson 1901. Cathayia obliquella ingår i släktet Cathayia och familjen mott. Inga underarter finns listade i Catalogue of Life.